# Synchronicity (牧野由依の曲)
「synchronicity」（シンクロニシティ）は、牧野由依の6枚目のシングル。2007年11月21日にFlyingDogから発売された。

## 概要
1枚目のシングル「アムリタ」以来となる『ツバサ』アニメシリーズのタイアップ付きのシングル。
その「アムリタ」の弾き語りバージョンが本作のカップリング曲として収録されており、また、牧野自身が編曲に参加している。
表題曲の「synchronicity」は梶浦プロデュースのユニット・FictionJunctionがアルバム『Everlasting Songs』にてセルフカバーしている（歌唱はメンバーのKEIKO）。牧野由依の楽曲にしては、珍しくアップテンポの曲となっている。

## 収録曲
1. synchronicity [5:24]
作詞・作曲・編曲：梶浦由記
  - OVA『ツバサ TOKYO REVELATIONS』オープニングテーマ
2. アムリタ -弾き語り- [4:40]
作詞・作曲：かの香織、編曲：牧野由依・滝澤俊輔
1stシングル表題曲の弾き語りアレンジ
3. synchronicity -Instrumental-